# 간사이 독립 리그 (초대)
간사이 독립 리그(일본어: 関西独立リーグ)는 2009년부터 2013년까지 간사이 지방에서 활동했던 일본의 독립 프로 야구 리그이다. 일본 최초의 여자 프로 야구 선수인 요시다 에리가 활동했던 리그로 유명하다.

## 참가팀
- 기슈 레인저스 (2009 ~ )
- 효고 블루 산다스 (2011 ~ )
- 06 불스 (2012 ~ )

## 해체된 팀
- 아카시 레드 솔저스 (2009 ~ 2010)
- 고베 선즈 (2011 ~ 2012)
- 서울 해치 (2010 ~ 2011) : 한국인 선수들로 구성된 팀이며, KIA 타이거즈에서 임의 탈퇴 선수가 되었던 김진우가 2010년 서울 해치에 입단하여 동년 6월까지 활동하기도 했다.[2]
- 야마토 사무라이 레즈 (2012)
- 오사카 골드 빌리케인스 (2009)
- 고베 나인 크루즈 (2009 ~ 2010)
- 오사카 호크스 드림 (2011)

## 우승
| 시즌 | 우승                   |
| ---- | ---------------------- |
| 2009 | 오사카 골드 빌리케인스 |
| 2010 | 고베 나인 크루즈       |
| 2011 | 효고 블루 산다스       |

## 리그 진행 방식
팀당 36게임(총합 72게임)을 치르고,  정규 시즌 종료 후 전기 리그 우승 팀과 후기 리그 우승 팀이 5전 3승제의 챔피언십을 펼쳐 최종 우승 팀을 가린다.(전후기 리그 우승 팀이 같을 경우 챔피언십 시리즈는 열리지 않는다.)  지명타자제를 사용하고 있으며 선발 투수 예고는 실행하지 않고 있다. 9회 종료시 동점이면 연장전은 치르지 않고, 무승부로 계산한다.